# Bal de pureté
Un bal de pureté (de l'anglais purity ball) est une cérémonie américaine qui se déroule autour d'un bal. Cette cérémonie, qui concerne les adolescentes et leurs pères, a pour motivation la promotion de la virginité avant le mariage.

## Histoire
Le premier bal de pureté aurait eu lieu en 1998, organisé par Randy Wilson, alors directeur pour le Family Research Council, une organisation chrétienne évangélique, et sa femme Lisa, à Colorado Springs, aux États-Unis. La cérémonie avait alors marqué le pacte de pureté des cinq filles de la famille Wilson. Depuis, cette tradition s'est répandue dans plusieurs autres pays[réf. nécessaire]. Elle est particulièrement populaire chez les familles chrétiennes évangéliques.

## Cérémonie
La cérémonie consiste en un dîner formel, suivi d'une danse, et d'un pacte de pureté. La fille fait la promesse solennelle de chasteté avant le mariage au travers d'un pacte de pureté. Le père qui participe à la cérémonie fait quant à lui la promesse de protection « de l'intégrité du corps, de la pureté d'esprit et de l'âme » de sa fille. 
L'objectif n'est pas plus d'engager les jeunes filles dans une voix "pure" que d'engager les pères à inculquer un modèle masculin bienveillant. 

## Critiques
En 2011, Jennifer Freitag a critiqué cette cérémonie qui serait un moyen de priver les jeunes femmes de leur liberté sexuelle et d’encourager le patriarcat et l’hétéronormativité. Elle estime aussi que cela inciterait à définir la femme par sa virginité plus que par sa façon d'être, et renforcerait le contrôle des hommes, soit des pères avant que ce contrôle ne soit donné au mari.
Dans un témoignage recueilli par CBC en 2016, un père participant avec sa fille à un bal de pureté admet que l'engagement de pureté sexuelle jusqu'au mariage n'est pas scellé et que le bal de pureté représente un détachement symbolique plus qu'autre chose. Il dénonce également un acharnement médiatique contre ces bals qui n'a pas lieu d'être.